# Vulgichneumon brevicinctor
Vulgichneumon brevicinctor är en stekelart som först beskrevs av Thomas Say 1825.  Vulgichneumon brevicinctor ingår i släktet Vulgichneumon och familjen brokparasitsteklar. Inga underarter finns listade i Catalogue of Life.